# امیر بیداریان‌نژاد
امیر بیداریان‌نژاد یکی از نوازندگان ساز تمبک بود که در ۱۳۱۱ خورشیدی در محله سنگلج تهران به دنیا آمد. آموزش تمبک را نزد مرشد نصرالله (ضرب نواز زورخانه) آغاز کرد و در سال‌های بعد نزد حسین تهرانی تکمیل نمود.
امیر بیداریان از اوایل دهه ۱۳۳۰ در محافل هنری به نوازندگی پرداخت. فعالیت‌های وی در رشتهٔ آموزشی، تحقیقاتی ریتم‌های ایرانی درخور تحسین است. در ۱۳۳۷ به عضویت رادیو تهران درآمد. در زمینهُ موسیقی فیلم (ملودی‌های ریتمیک) اجراهای وی به یادگار مانده‌است. مانند حسن کچل ساختهُ علی حاتمی (بسال ۱۳۴۸) وی از ۱۳۶۸ در حوزه هنری سازمان تبلیغات اسلامی و از ۱۳۷۳ در دانشگاه سوره تدریس می‌کرد. وی در ۱۲ اسفند ۱۳۷۴ درگذشت.